# Eriococcus miscanthi
Eriococcus miscanthi är en insektsart som beskrevs av Takahashi 1957. Eriococcus miscanthi ingår i släktet Eriococcus och familjen filtsköldlöss. Inga underarter finns listade i Catalogue of Life.